# Elmore City
Pour les articles homonymes, voir Elmore.
Elmore City est une ville du comté de Garvin, dans l'Oklahoma, aux États-Unis. Elle est située à environ 90 km au sud d'Oklahoma City. La population était de 697 habitants au recensement de 2010. Elle a été nommée d'après J.O. Elmore. 
Deux routes principales traversent Elmore City, la première est la route 29 de l'État de l'Oklahoma, sur un axe est-ouest, la seconde est la route 74 de l'État de l'Oklahoma, sur un axe nord-sud.

## Histoire
Le premier commerce d'Elmore City fut créé par Jasper N. Black au nord-est de la ville actuelle. Après l'ouverture du magasin de Black, le nombre d'habitants a rapidement augmenté pour donner naissance a une communauté nommée Banner. Celle-ci s'est rapidement étendue dans le sud-ouest et un bureau de poste a été ouvert. Le nom a été changé pour Elmore en l'honneur de James Oliver Elmore, le fondateur de la ville dans les années 1860,. Le mot « City » fût ajouté parce que le nom était fréquemment confondu avec la ville d'Elmer.
La ville a été incorporée en tant que communauté en 1898.
Le film Footloose est en partie basé sur des événements qui ont eu lieu dans cette ville,.

## Géographie
D'après le Bureau du recensement des États-Unis, la ville à une superficie de 1 km2.
La ville est à environ 12 miles à l'ouest de Wynnewood, à 25,5 miles au sud de Purcell et à environ 23 miles à l'ouest de la route fédérale américaine 177.